# قائمة سلالات الحمام

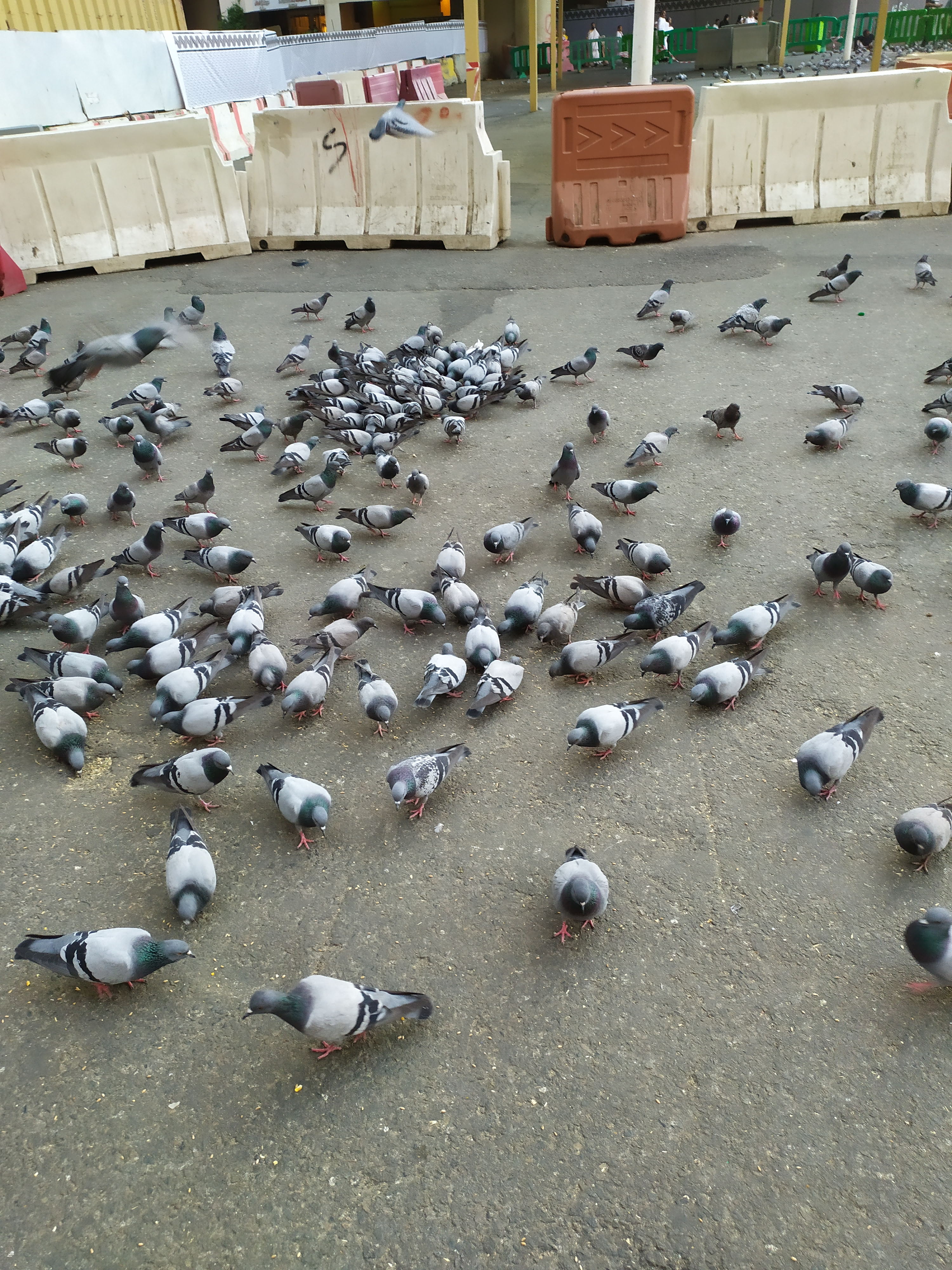
صور من طيور الحمام المنتشرة في المسجد الحرام في مكة المكرمة

جنس الحمام كولومبا (باللاتينية: Columba) يعتبر من أجمل أنواع الطيور، تحمل رمزية ثقافية وجمالية في الحضارة الإنسانية، وتوجد فيها عدة أنواع، منها ما يستعمل لأغراض اللحم أو الزينة حيث تضفي تربيتها على المكان نوعا من الجمالية والإحساس بالدفء والسلام، سواء في الساحات العمومية أو البساتين والحدائق أو في بساتين المنازل والقصور والضيعات الفلاحية.
والحمام هو جنس من الطيور المنتشرة على نطاق واسع وتضم مجموعة من الحمام ذو جسم بين الصغير والمتوسط إلى كبير الحجم، وغالباً ما يشار إلى تلك المجموعة باسم الحمام النموذجي. في الغالب يستخدم مصطلح «يمامة» و «حمامة»، لوصف الطيور «الصغيرة» و «الكبيرة» من فصيلة الحماميات. ولكن جنس الكولومبا - وهي تلك الأنواع التي في أقل تقدير تدخل ضمن الحس الدقيق لمعنى كلمة كولومبا Columba باللاتينية - يطلق عليها عموماً «حمام» ("Pigeons")، وفي كثير من الحالات يطلق عليه قى الغرب اسم حمام الغابة (Wood-pigeons). وكذلك كثيراً ما يشار إلى النوع المعروف باسم الحمامة الجبلية أو البرية المستأنسة (باللاتينية: Columba livia domestica) فقط بكلمة «الحمامة». والاسم اللاتيني لذلك النوع مشتق من اسم نوع آخر هو (باللاتينية: Columba livia) ولكن أضيفت له صفة "domestica" وتعنى «المستأنس» أو «المدجن». وذلك النوع الأخير Columba livia الذي يعرف أيضاً باسم حمامة الجبال (بالإنجليزية: Rock Pigeon)، أستُمِدَ منه في اللاتينية أسماء أغلبية سلالات الحمام المستأنس، مثل زاجل السباق (بالإنجليزية:Racing Homer). وجدير بالذكر، أن اسم «حمامة الغابة» أو "Wood pigeon" في حد ذاته عادة ما يطلق في الغرب على نوع حمام الغابة الشائع (بالإنجليزية:Common Wood-pigeon) (باللاتينية: Columba palumbus) وهو نوع من الحمام ذي الطوق، عرف عند العرب باسم الفاختة (المتبخترة) لأنه إذا مشى تبختر في مشيه وتمايل وباعد بين جناحيه وإبطيه.
و كما يُفهَم في الوقت الحاضر، فإن جنس الكولومبا هذا موطنه الأصلي هو العالم القديم، ولكن بعض أنواعه -ولاسيما حمام الصخور المستأنس والبري- قد تم إقحامه (نشره) في مواطن جديدة خارج نطاقه الطبيعي الأصلي، مثل الأمريكتين.

## ب
- بوم ألماني قديم
- برج حمام

## ح
- الحمام القطيفي القلابي
- حمام مروحي الذيل (الفانتيل)
- حمام أبيض الجناح
- حمام أخضر برتقالي الصدر
- حمام الزيتون الأفريقي
- حمام المنقار المسنن
- حمام بومة إفريقية
- حمام جبلي امبراطوري
- حمام متوج جنوبي
- حمام مهاجر
- حمامة الثلج
- حمامة الحداد
- حمامة الفاكهة
- حمامة القلب الدامي
- حمامة خضراء
- حمامة مجعد
- حماميات
- حماميات الشكل
- حمحمة
- حمام زاجل
- حمام يعقوبي
- حمامة مجعد
- حمام الجبال، Columba livia
  - الحمام البري والمحلي (الحمامة المنزلية أو المدجنة)، Columba livia domestica
- حمامة ذات الطوق الأخضر، Columba oenas
- حمامة التروكاز، Columba trocaz
- حمامة بولي، Columba bollii
- حمامة لوريل بيضاء الذيل، Columba junoniae
- حمامة هيل، Columba rupestris
- حمامة الثلوج، Columba leuconota
- الحمامة المرقطة، Columba guinea
- الحمامة ذات الطوق الأبيض، Columba albitorques
- الحمامة صفراء العين، Columba eversmanni
- الحمامة الصومالية البرية، Columba oliviae
- حمامة الغابة أو حمام الغابات الشائع، Columba palumbus
  - حمامة غابات ماديرن، Columba palumbus maderensis؛ منقرضة (أوائل القرن العشرين)
- حمامة أفب الأفريقية، حمامة الغابات الأفريقية أو حمامة الغابات الرمادية Columba unicincta
- حمام زيتوني أفريقي، Columba arquatrix
- حمام زيتوني كميرونى، Columba sjostedti
- حمام زيتوني ساو تومي، Columba thomensis
- حمام زيتوني جزر القمر، Columba polleni
- حمامة الغابات المرقطة، Columba hodgsonii
- حمامة الفاكهة ذات القبعة البيضاء، Columba albinucha
- حمامة الخشب الرمادية، Columba pulchricollis
- حمامة الغابات نيلجيري، Columba elphinstonii
- حمامة غابات سري لانكا، Columba torringtoniae
- الحمامة الشاحبة بيضاء الراس، Columba punicea
- حمامة الغابات الفضية، Columba argentina؛ (كان يعتقد أنها أنقرضت، اعيد اكتشافها في 2008)
- حمامة غابات اندامان، Columba palumboides
- حمامة الغابات اليابانية، أو حمامة الخشب اليابانية Columba janthina
  - حمامة غابات أوجاساوارا، Columba janthina nitens؛ منقرضة (1980s)
- حمامة غابات بونين، Columba versicolor؛ منقرضة (c.1890)
- حمامة غابات رايوكيو، Columba jouyi؛ منقرضة (أواخر 1930s)
- الحمامة اللامعة أو الحمامة بيضاء الحنجرة، Columba vitiensis
  - حمامة اللورد هاو اللامعة، Columba vitiensis godmanae؛ منقرضة (1853)
  - الحمامة التونجية اللامعة، Columba vitiensis ssp؛ منقرضة (أواخر القرن الثامن عشر)؛ مشكوك في صحة تحصيل المعلومة
- الحمامة ذات الرأس الأبيض، Columba leucomela
- الحمامة صفراء الارجل، Columba pallidiceps
- الحمامة البرونزية بيضاء الرقبة، أو الحمامة ذات القبعة البرونزية الشرقية Columba delegorguei
- الحمامة ذات القبعة البرونزية الغربية، Columba iriditorques
- حمامة الجزر ذات ذات القبعة البرونزية، Columba malherbii
- حمامة الليمون، Columba larvata؛ وأحيانا توضع في مجموعة الأبلوبيليا Aplopelia
  - حمامة ليمون ساو تومي، Columba (larvata) simplex؛ وأحيانا توضع في مجموعة الأبلوبيليا Aplopelia
- حمامة الغابات الموريتانية، Columba thiriouxi؛ منقرضة

وقد وصف نوع أحفوري، يطلق عليه C. omnisanctorum، ويرجع إلى العصر الحديث المبكر (5.3-3.6 مسم) في شبه جزيرة غارغانو والمناطق المحيطة بها، في إيطاليا. كما توجد حفرية مفترض أنها ل«صقر» من مواقع ترجع لقرب العصر البليوسينى الأوسط والمعاصر (3.6-2.6 مسم) قد تكون إما من نفس الجنس أو لجنس آخر من الحمام؛ ولكن اسم Columba pisana قد ينطبق عليه أو (إذا أخذنا التناوع في الاعتبار) قد ينطبق علي الاثنان معاً. أيضاً C. melitensis هي حمامة أحفورية من العصر البلستوسيني المتأخر في مالطا. وهو معروف فقط من عظام غدافيه وصفها ريتشارد ليديكر في عام 1891، ولكن قد تكون مختلفه في الواقع عن الأنواع الحية وليست مجرد نويع تطوري يحتاج إلى دراسة، نظراً لعمرها المتأخر. كما تم العثور على رفات غير محدد من جنس الكولومبا أيضاً في رواسب ترجع إلى أواخر البلستوسين/أوائل البليوسين (عصر الثدييات البرية الأوروبية MN 17) في فارشيتز (بلغاريا) وصاندالجا (كرواتيا).
وقد وصفت حمامة أخرى في عصور ما قبل التاريخ، C. congi، من بقايا ترجع إلى أوائل عصر البلستوسين وجدت في كهوف تشوكوديان الشهيرة في الصين. هذا، أيضاً، يحتاج إلى دراسة بشأن ما إذا كانت ليست مجرد تجمعات سلفية للأنواع التي لا تزال حية.

## ف
- فوتوغرافيا الحمام

## ن
- ناسك رودريغيس

## ي
- يمامة مخططة